# موی قهوه‌ای
موی قهوه‌ای پس از موی مشکی شایع‌ترین رنگ مو برای انسان است.

## بیوشیمی

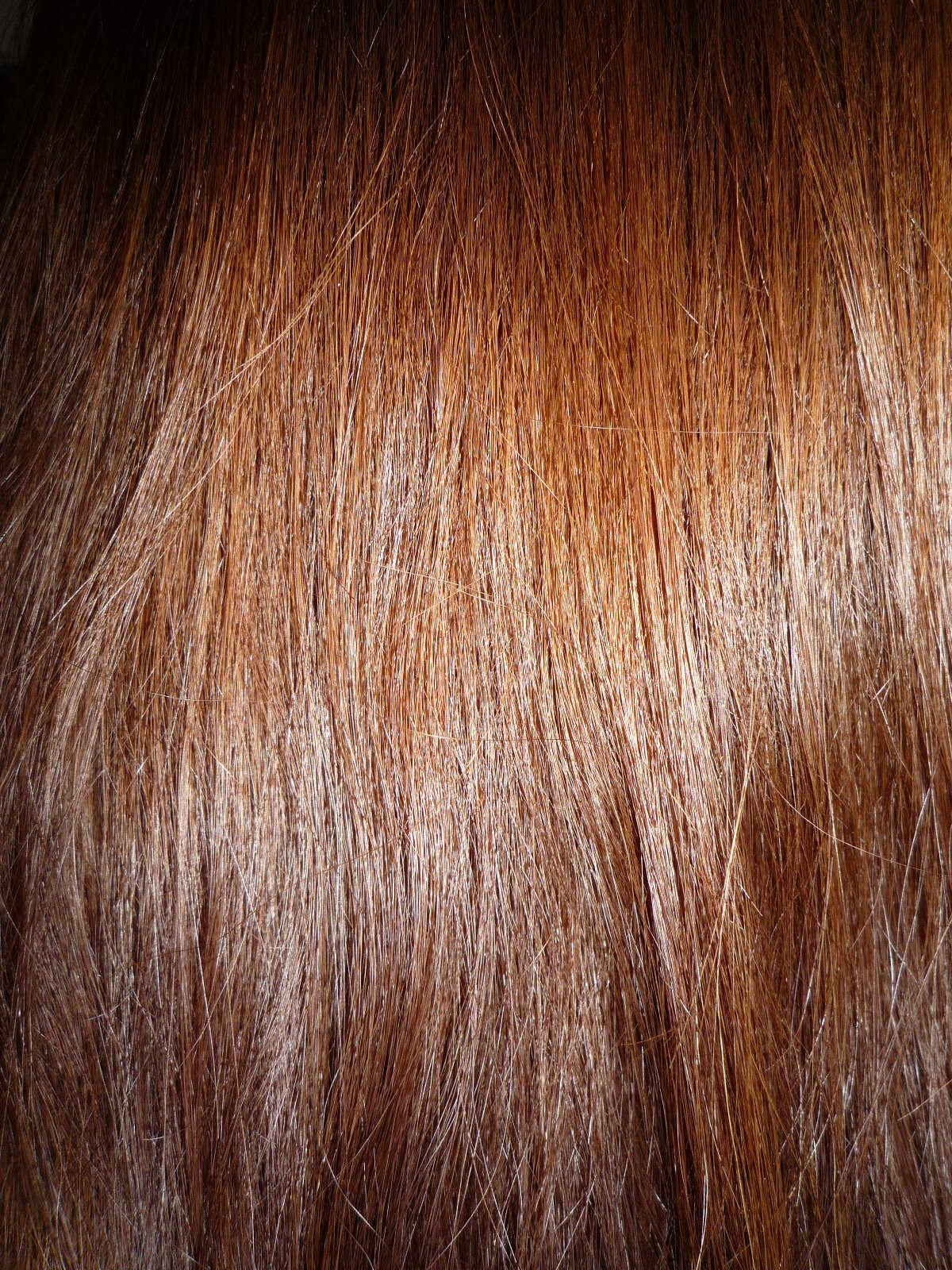
یک نمای نزدیک از موی قهوه‌ای

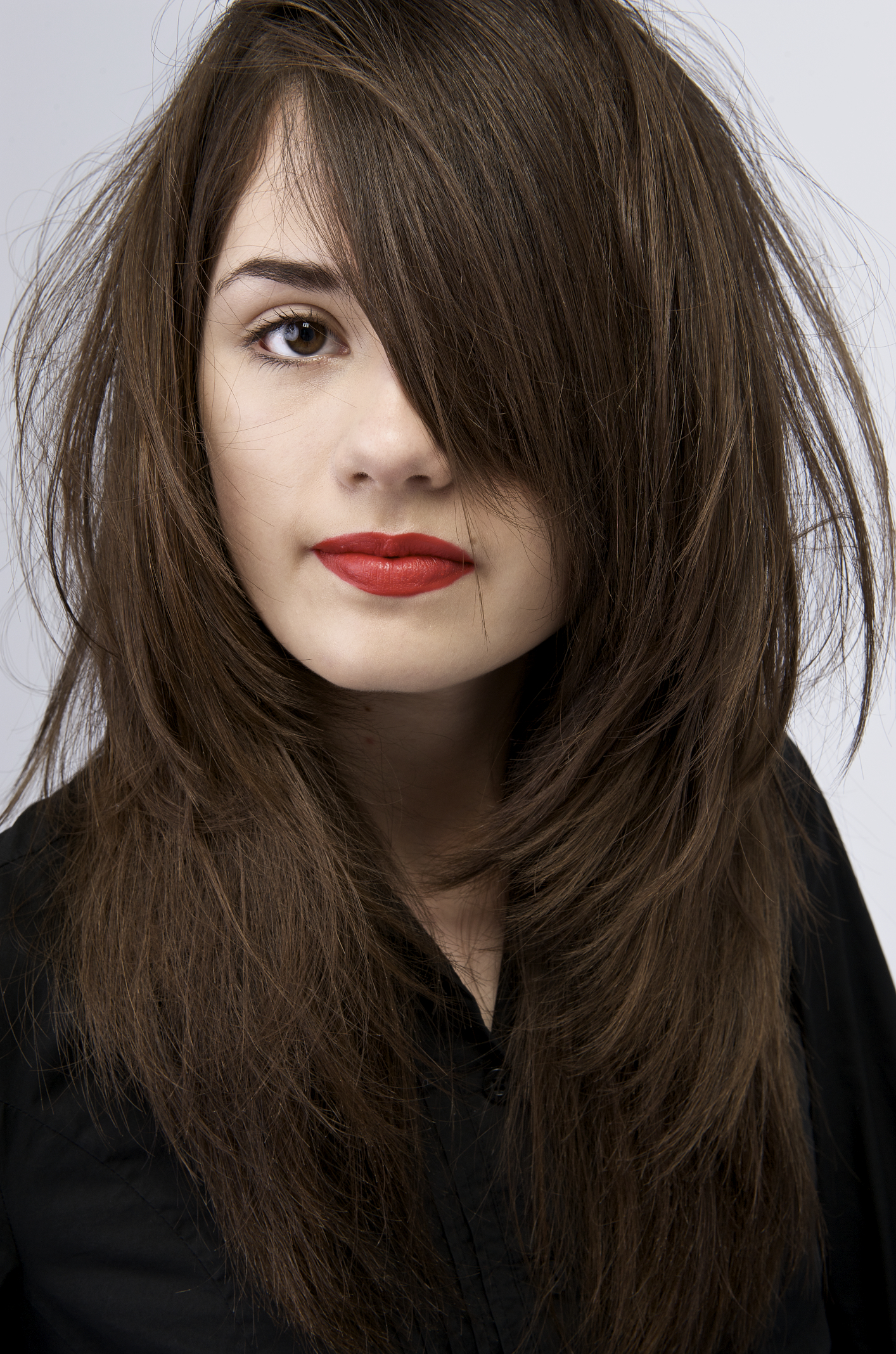
زن با موهای قهوه ای

رنگدانه مو (ملانین) در پیاز مو قرار دارد و تعیین‌کننده رنگ مو می‌باشد.
رنگ مو را معمولاً به پنج دسته تقسیم می‌کنند: بلاند، قرمز، قهوه‌ای، خاکستری و مشکی که هرکدام می‌توانند دارای سایه‌های گوناگون باشند. رنگ مو از نظر شدت و سایه رنگ می‌تواند در طول زندگی فرد تغییر نماید.

حجم پیاز مو تعیین‌کننده قطر عرضی مو (کلفت یا نازک بودن ساقه مو) است. موی بلاند و روشن به‌طور نرمال نازک‌تر از موی قهوه‌ای و مشکی است. بیشترین قطر مو (کلفت‌ترین مو) مربوط به موهای سیاه است.

## انواع مختلف موی قهوه‌ای

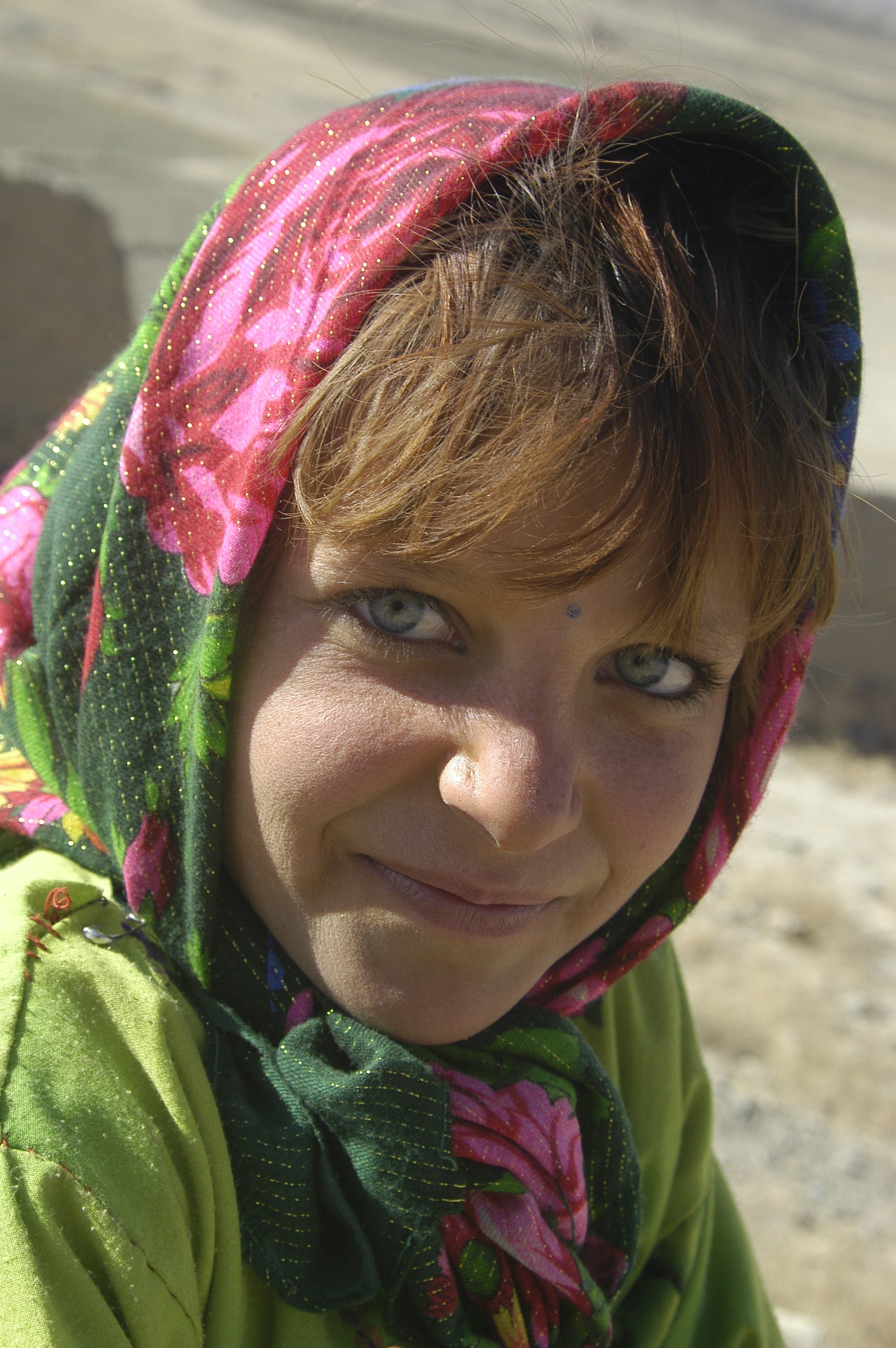
قهوه‌ای دارچینی (یک دختر افغان نورستانی)
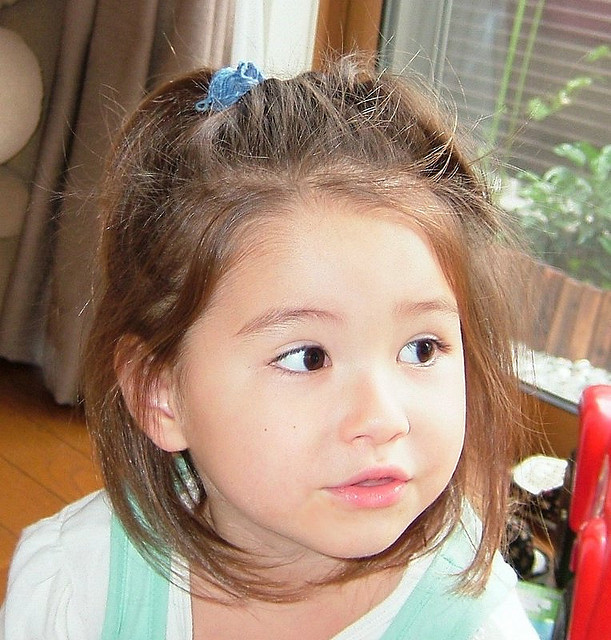
قهوه‌ای کم رنگ (یک دختر ژاپنی)
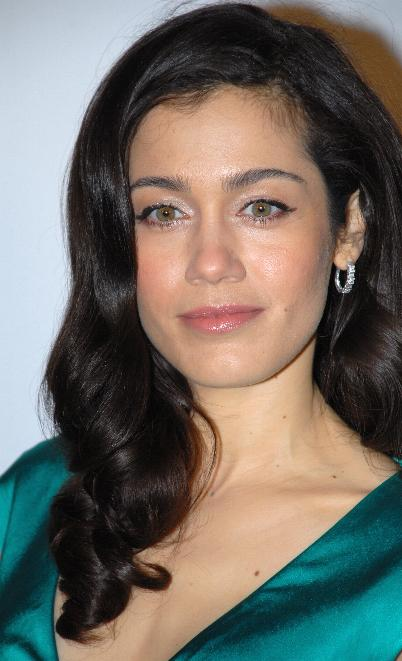
قهوه‌ای پررنگ (لیماری نادال)
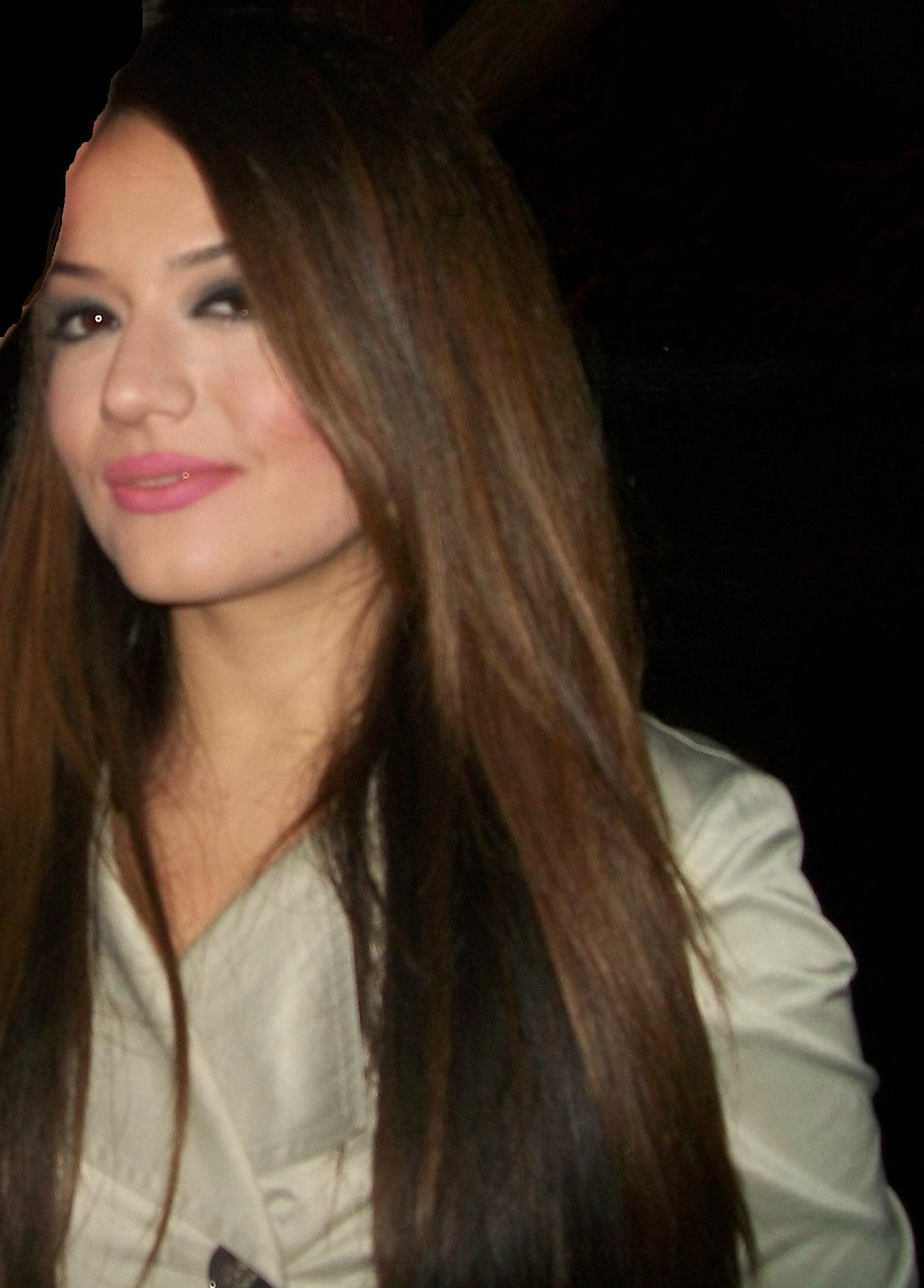
قهوه‌ای بلوطی (النا ریستسکا)
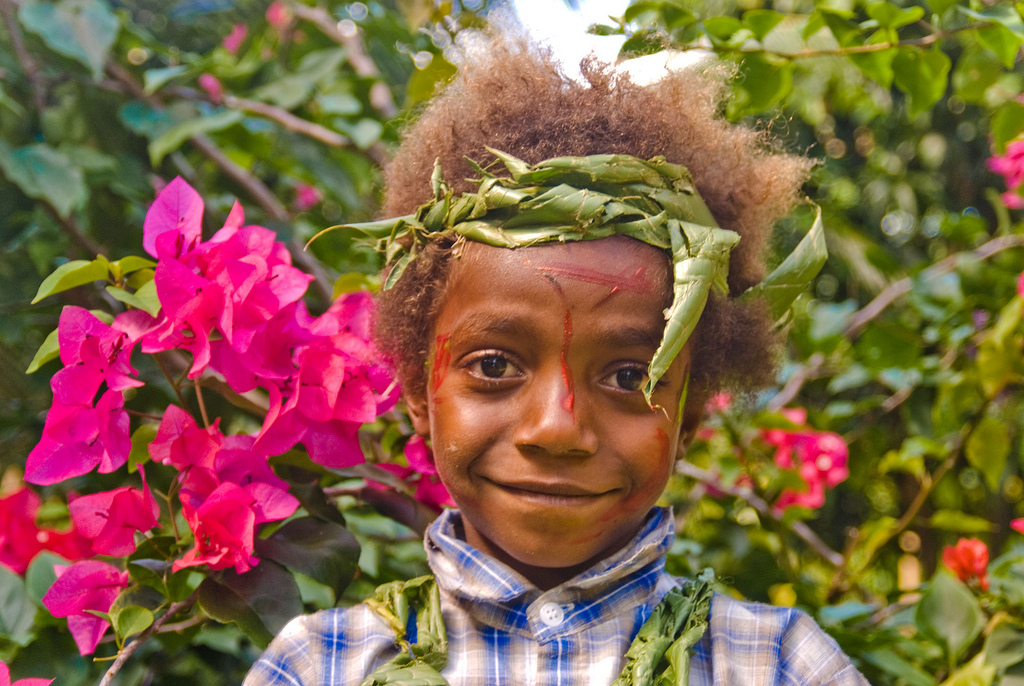
قهوه‌ای خیلی کم رنگ (یک پسر وانواتو)
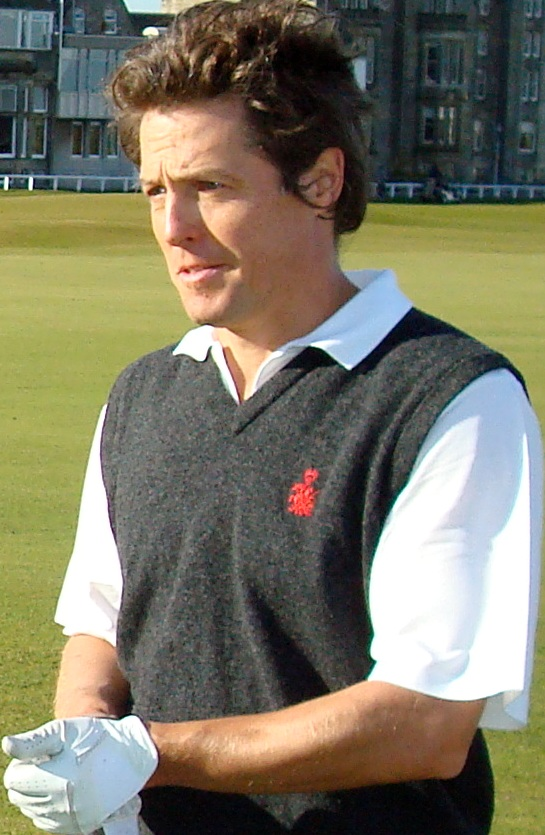
قهوه‌ای متوسط (هیو گرانت)
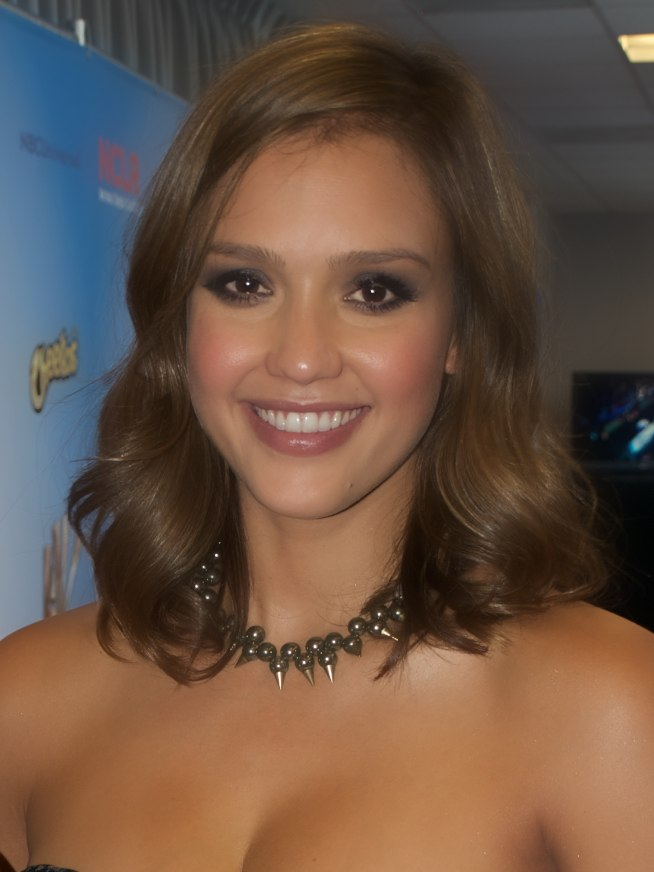
قهوه‌ای طلایی (جسیکا آلبا)
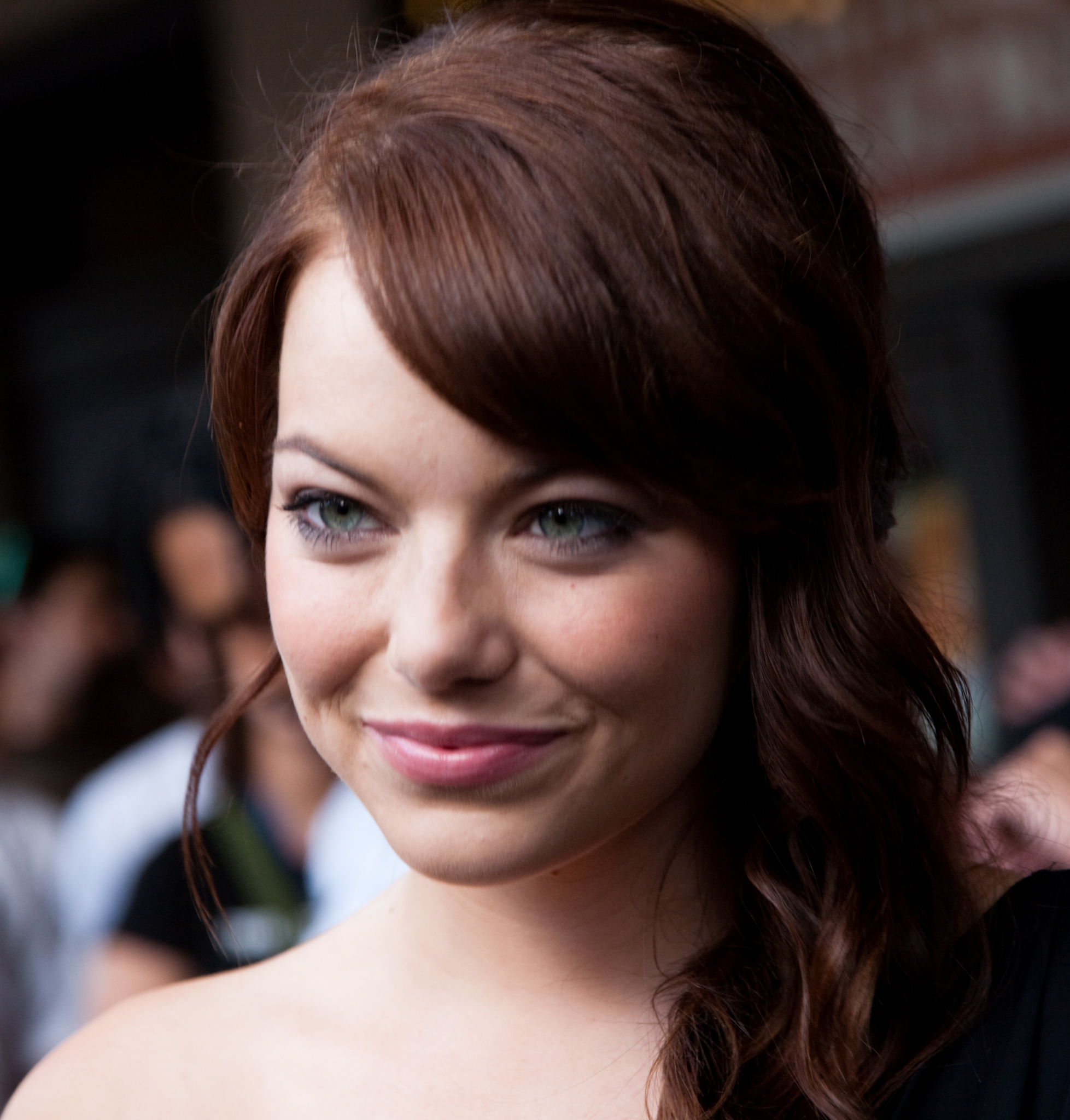
خرمایی (اما استون)
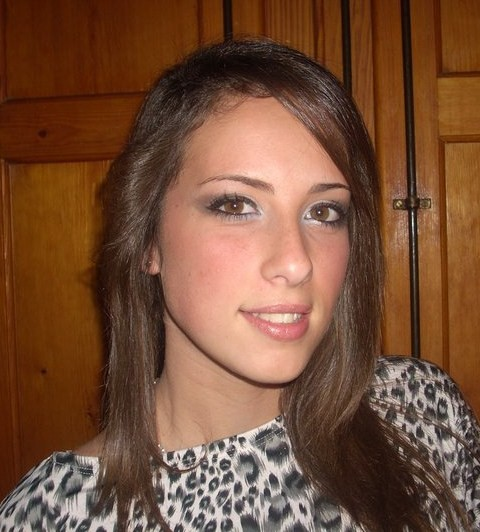
قهوه‌ای خاکستری (یک دختر ایتالیایی)
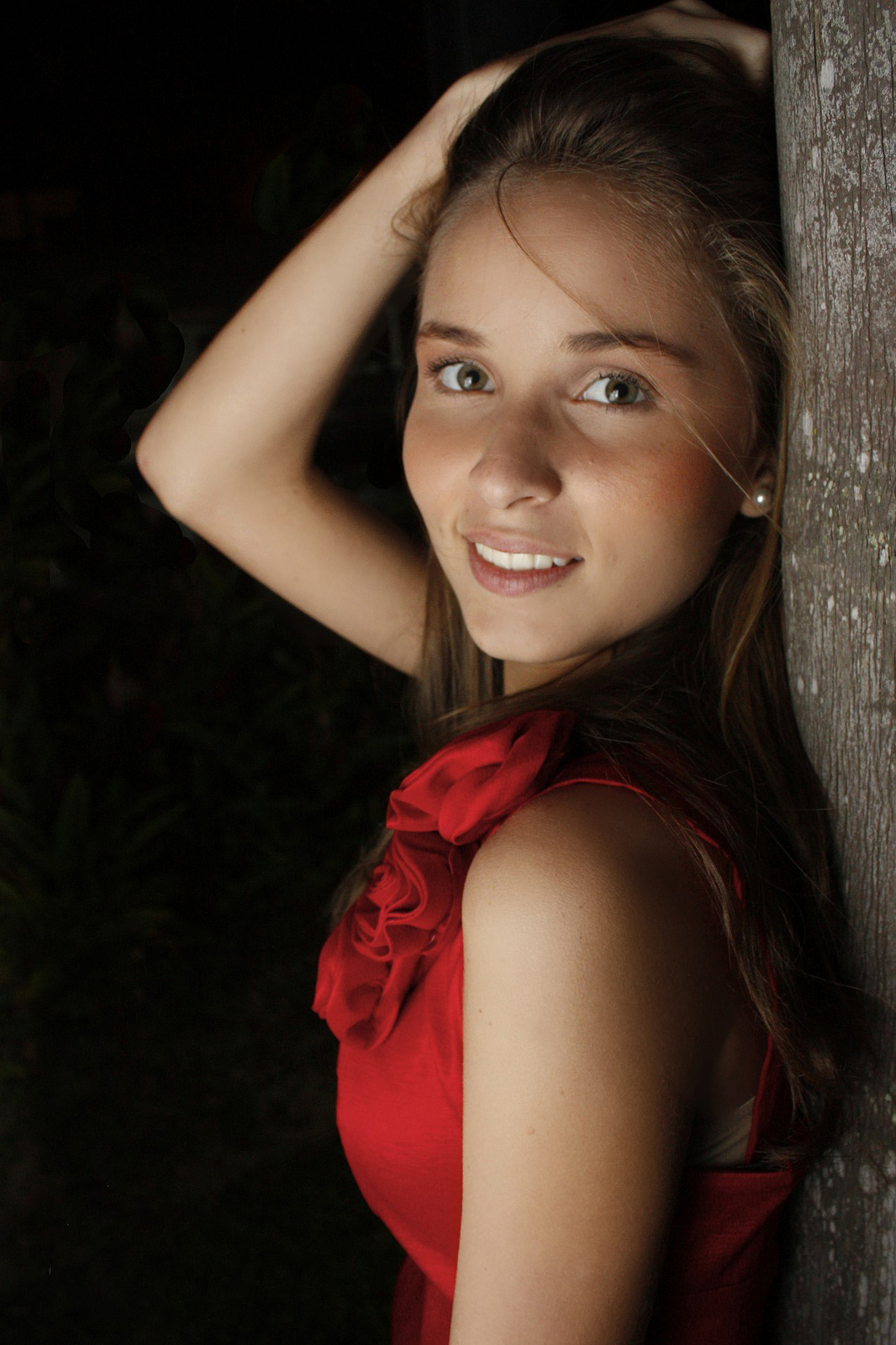
قهوه‌ای تیره
(یک دختر ونزوئلایی)